# Roobee
루비(Roobee)는 인공지능(AI) 기술을 활용하여 블록체인 투자 서비스를 제공하는 국제적 핀테크 기업이다. 루비는 일반인과 개인 투자자를 위해 개발된 최초의 블록체인 서비스 업체로 여겨지고 있다. 루비는 사용자들이 융자, IPO, 벤처 캐피탈, 주식, 암호화폐, ETF 및 다른 금융상품에 투자하도록 돕는다.

## 역사
루비는 2017년 공동 창업자 아르템 포포프와 함께 설립되었다. 2018년 8월 2일, 루비는 사전 시드 투자 라운드에서 블룸버그가 '2억 달러 거래자(200m_trader)'라고 이름 붙인 익명의 투자가에게 450만 달러를 투자 받았다. 테스트 기간 동안 루비는 5천 명이 넘는 사용자를 끌어모았으며 이들은 이더리움을 통해 미화 1,500 만 달러 이상을 펀드, 벤처, 그리고 블록체인 프로젝트에 투자했다.